# 장도로 (남동구)
장도로(Jangdo-ro)는 인천광역시 남동구 논현동에 있는 도로로, 총 연장은 873m이다. 도로의 명칭이 유래된 것은 인근에 위치한 장도포대지의 명칭을 반영하여 제명되었다.

## 역사
- 2009년 11월 16일 : 도로명으로 장도로를 고시

## 주요 경유지
- 남동구
  - 논현1동

## 접촉하는 도로
- 청능대로
- 앵고개로
- 아암대로 (국도 제77호선, 국가지원지방도 제84호선, 국가지원지방도 제98호선)

## 주요 건물 및 시설
- 성화빌라 (장도로 6/논현동 109-158)
- 태신전자 (장도로 12/논현동 109-99)
- 대영공업사 (장도로 13-1/논현동 109-42)
- 풀하우스 (장도로 22/논현동 109-71)
- 명진자동차공업사 (장도로 34/논현동 111-24)
- 소래경로당 (장도로 55/논현동 111-303)